# Oblężenie Malborka (inscenizacja)

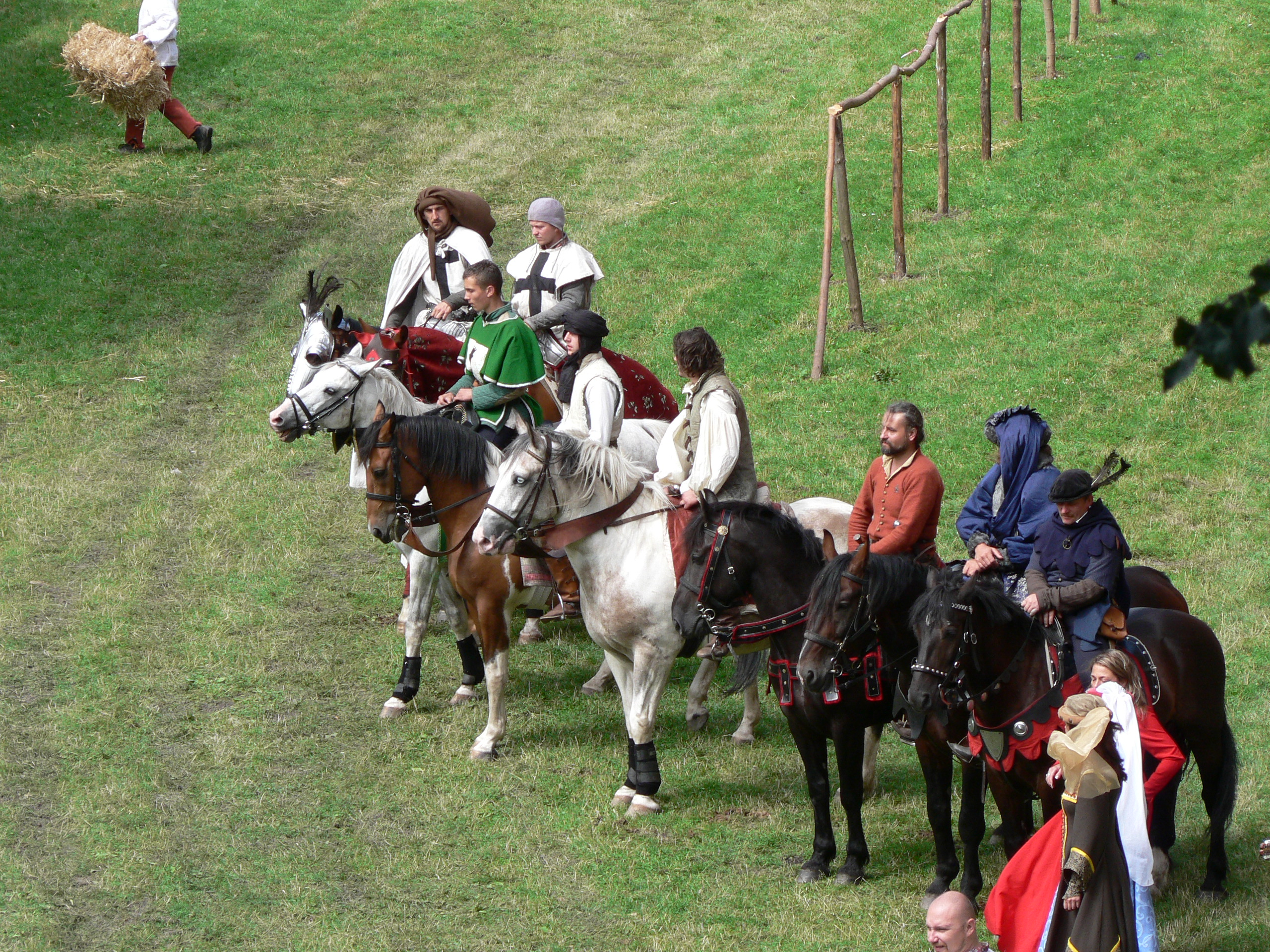
Rekonstrukcja turnieju rycerskiego podczas Oblężenia Malborka w 2005 roku

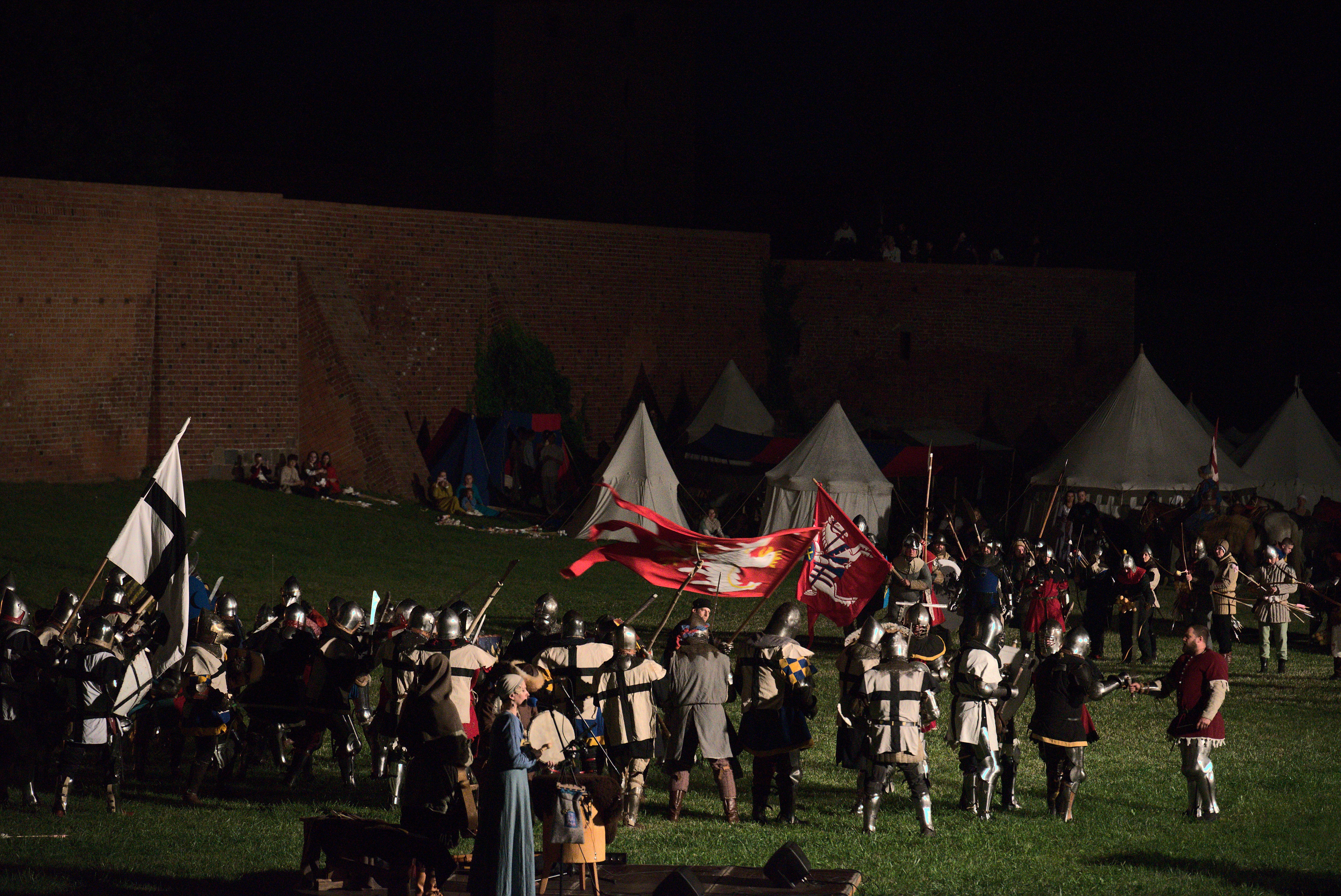
Inscenizacja Bitwy podczas Oblężenia Malborka w 2019 roku

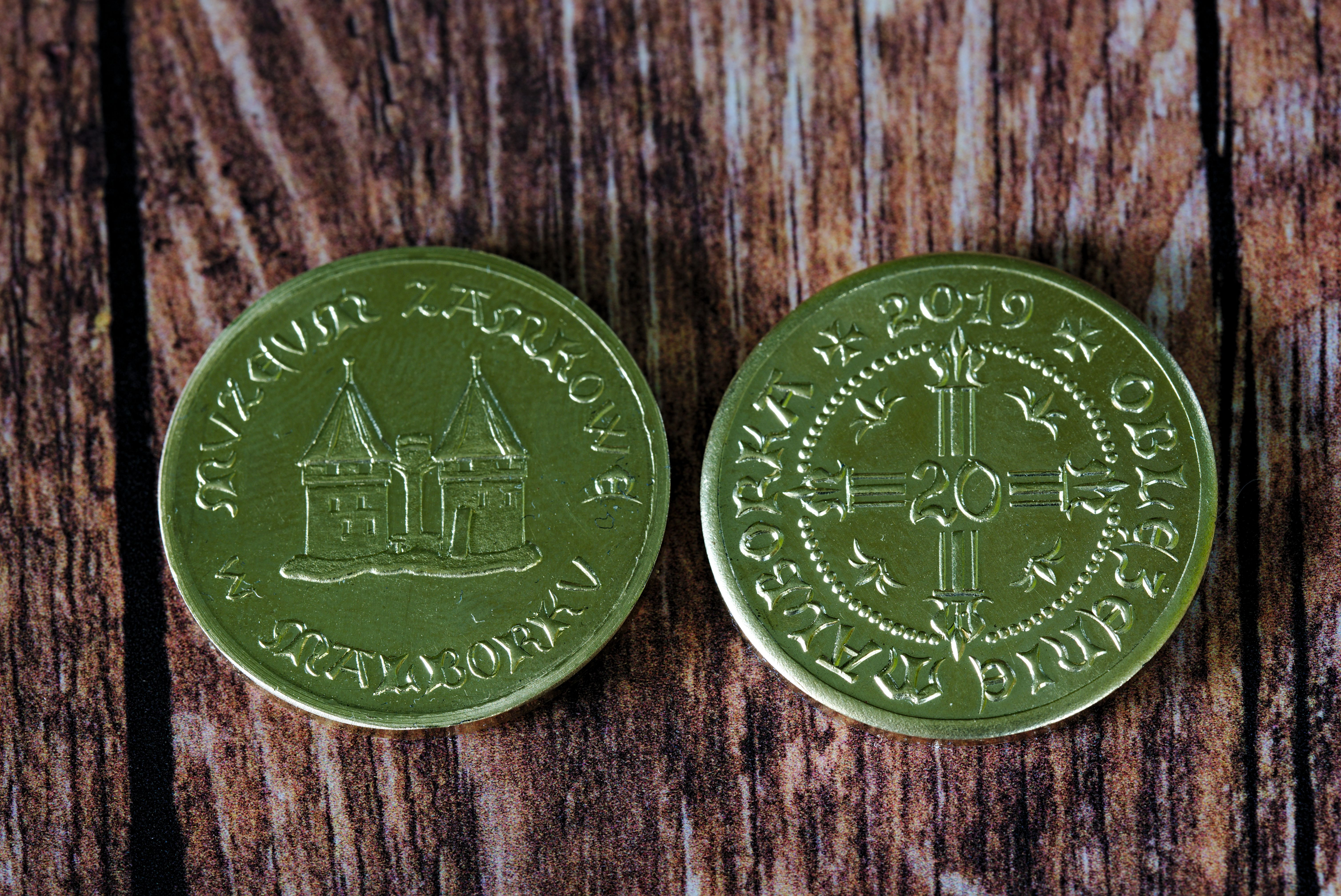
Moneta wybita z okazji 20 rocznicy pierwszej inscenizacji Oblężenia Malborka

Oblężenie Malborka – cykliczna impreza organizowana w Malborku w celu upamiętnienia oblężenia trwającego od lipca do września 1410 roku. Impreza zazwyczaj odbywa się w trzeci weekend lipca. Jest to spektakl łączący w sobie elementy teatru i rekonstrukcji historycznej, z udziałem ponad 300 wykonawców, ze scenami kaskaderskim i widowiskową pirotechniką. Wejście na imprezę jest darmowe, płatne są tylko pokazy pirotechniczne oraz nocna inscenizacja.
Impreza jest organizowana od 1999 roku, z wyjątkiem lat 2013–2015, kiedy to organizowane były inne pomniejsze imprezy, w tym samym czasie. Od 2016 urząd miasta postanowił przejąć od Muzeum Zamkowego organizację widowiska, następnie zlecił przygotowanie go agencji produkcyjno-reklamowej Aleksandra Krempecia, która była producentem bitew pod Grunwaldem w latach 1999–2001.
Z okazji 20. rocznicy, w 2019 roku, Muzeum Zamkowe w Malborku wybiło pamiątkową monetę, którą można było zakupić w muzealnych sklepach. W tym samym roku na imprezie promowany był serial TVP Korona królów.
W latach 2020 i 2021 inscenizacje odwołano z powodu pandemii COVID-19.